# 세종이음학교
세종이음학교는 세종특별자치시에 있는 공립 특수학교이다. 유치원, 초등학교, 중학교, 고등학교 과정이 설치되어 있다.

## 학교 연혁
- 2023년 3월 1일 : 개교